# أنطوان كاريه
أنطوان كاريه هو سياسي فرنسي، ولد في 4 مارس 1943 في لواريت في فرنسا. نشط حزبياً في الاتحاد من أجل حركة شعبية والاتحاد من أجل الديمقراطية الفرنسية. وقد انتخب Mayor of Saint-Jean-le-Blanc ‏ (25 مارس 1977 – 18 مارس 2001) وانتخب عضو المجلس العام ‏ وانتخب نائب فرنسي.